# Anne Morrow Lindbergh

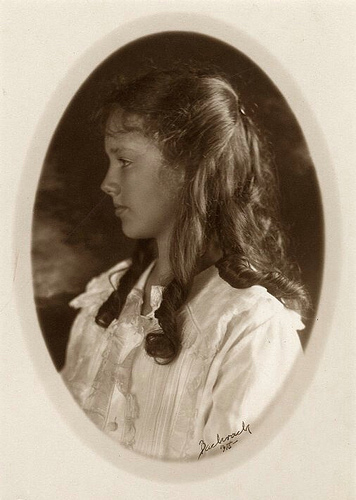
Anne Morrow Lindbergh (1918)

Anne Morrow Lindbergh, geboren als Anne Spencer Morrow, (Englewood (New Jersey), 22 juni 1906 - Passumpsic (Vermont) 7 februari 2001) was een Amerikaans luchtvaartpionier en auteur en de echtgenote van Charles Lindbergh, de eerste piloot die solo non-stop over de Atlantische Oceaan vloog.
Zij was de dochter van de Amerikaanse diplomaat, ondernemer en politicus Dwight Whitney Morrow en diens echtgenote, de dichteres Elizabeth Cutter.
Anne Morrow werd opgevoed in een gezin waarin presteren centraal stond. Ze studeerde aan het prestigieuze Smith College in Northampton (Massachusetts). Anne leerde Charles Lindbergh kennen toen haar vader, toen ambassadeur in Mexico, hem uitnodigde om zijn gast te zijn. Lindbergh had toen net zijn vlucht met de Spirit of St. Louis van New York naar Parijs achter de rug en er werd vaak een beroep op hem gedaan om, zowel binnensland als in het buitenland, de spirit van vooruitgang uit te dragen. Een jaar later trouwden ze. Nog een jaar later had zij - als eerste vrouw ter wereld - een zweefvliegbewijs. In de jaren dertig zetten zij gezamenlijk allerlei charterdiensten op. Bijvoorbeeld tussen Afrika en Zuid-Amerika.

## Ontvoering Charles jr.

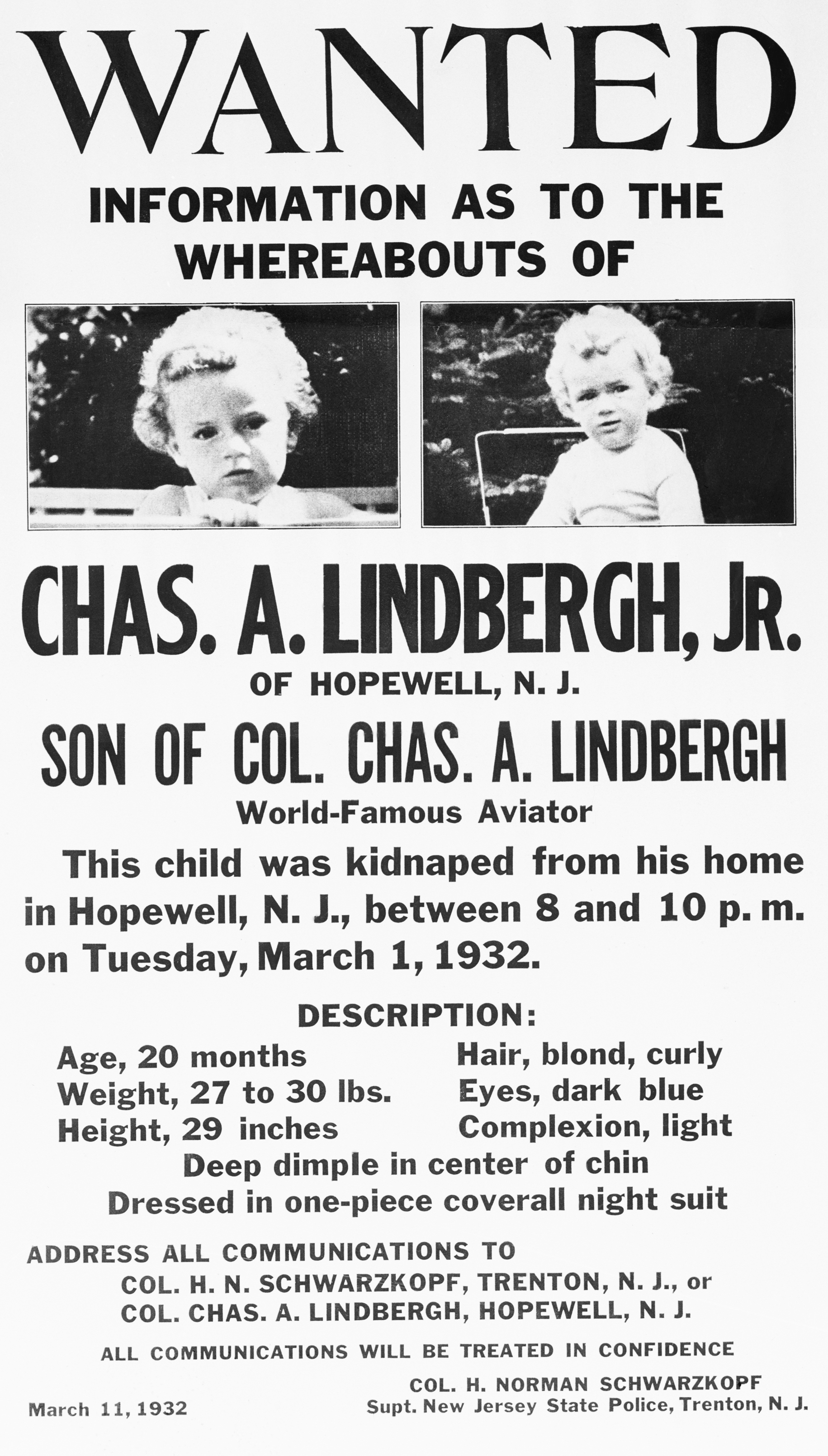
Poster na de ontvoering van Charles jr.

Anne en Charles kregen zes kinderen. Hun eerste zoon, Charles jr., werd in 1932 ontvoerd en vermoord toen hij bijna twee jaar oud was. Er werd losgeld betaald, maar later bleek dat het kind meteen na de ontvoering was vermoord. De man die van de moord werd verdacht, Bruno Hauptmann, een timmerman en Duitse immigrant, werd gearresteerd, berecht en geëxecuteerd, hoewel hij een geldig alibi had. Het proces was een nationale gebeurtenis die vrijwel dagelijks de voorpagina's haalde. De Lindberghs ontvingen dagelijks meer dan 60.000 adhesiebetuigingen uit het hele land. Ook werd meermaals anoniem gedreigd ook het tweede kindje te zullen ontvoeren.

## Schrijven
Onder druk van dit alles besloot het echtpaar naar Engeland te emigreren. Daar vonden ze onderdak in het huis Long Barn in Kent, eigendom van Harold Nicolson en diens vrouw Vita Sackville-West, die enkele jaren daarvoor Sissinghurst Castle hadden betrokken. Nicolson kende de Lindberghs omdat hij - juist ten tijde van het proces - bezig was een biografie te schrijven over Annes vader. In het kader van het onderzoek daarvoor verbleef hij bij de weduwe Morrow, waar ook de Lindberghs ingetrokken waren. 
Rond die tijd begon Anne Morrow met schrijven. Aanvankelijk waren dat vooral boeken over de eerste jaren van haar vliegervaringen. Later schreef zij ook gedichten en romans. Hoewel de reputatie van Anne en haar man ernstig te lijden had gehad onder hun isolationistische - door sommigen zelfs omschreven als pro-nationaalsocialistische - houding vóór de Tweede Wereldoorlog, wisten beiden die reputatie na de oorlog te herstellen. Anne Morrow werd talloze malen onderscheiden.

## Werken
- North to the Orient (1935)
- Listen! The Wind (1938)
- The Wave of the Future (1940)
- The Steep Ascent (1944)
- Gift from the Sea (1955)
- The Unicorn and other Poems (1956)
- Dearly Beloved (1962)
- Earth Shine (1969)
- Bring Me a Unicorn
- Hour of Gold, Hour of Lead (1973)
- Locked Rooms and Open Doors (1974)
- The Flower and the Nettle (1976)
- War Within and Without (1980)
- Travel Far, Pay No Fare (1992)

- Biblioteca Nacional de España: XX1163523
- Bibliothèque nationale de France: cb12103368s (data)
- CiNii: DA03660866
- Gemeinsame Normdatei: 118573098
- International Standard Name Identifier: 0000 0001 0915 3271
- Library of Congress Control Number: n79108313
- Nationale Bibliotheek van Letland: 000328081
- National Archives and Records Administration: 10581530
- Bibliotheek van het Japanse parlement: 00447720
- Nationale Bibliotheek van Tsjechië: ola2009507859
- Nationale bibliotheek van Australië: 35306372
- Nationale Bibliotheek van Israël: 987007507976305171
- Nationale en Universitaire bibliotheek Zagreb: 000430326
- Nederlandse Thesaurus van Auteursnamen: 068943148
- Istituto Centrale per il Catalogo Unico: RAVV026424
- SNAC: w65r5p5c
- Système universitaire de documentation: 029397480
- Trove: 905420
- Virtual International Authority File: 73882906
- WorldCat: E39PBJdctJYHP7gTX68v36qYT3